# Ксенія Корнєва
Ксенія Андріївна Корнєва (рос. Ксения Андреевна Корнева, нар. 5 лютого 1988 року, Новосибірськ, СРСР) — російська акторка. Учасниця російського творчого об'єднання «Уральські Пельмені», раніше команди КВК «Раїси».

## Біографія
Ксенія Корнєва народилася 5 лютого 1988 року в Новосибірську. Весела та жартівлива з дитинства. У батьків Ксенії немає прямого стосунку до мистецтва: за фахом вони інженери-радіоелектронники. Проте в родині прищепили любов дочки до КВК. Батько грає на гітарі, мама танцює і співає. Хоча, за словами Ксенії, музичного слуху В неї немає, що було приводом для жартів.
У 9 років Ксенія Корнєва вже виступала у шкільній команді КВК, отже гра увійшла в біографію Коренєвой з дитинства. Щоправда, шкільні виступи, за словами акторки, — дитяча забава.
Після закінчення школи Корнєва вступила до Новосибірського університету економіки й управління. Студенти організували при виші команду КВК і Ксенія приєдналася до «веселих і кмітливим». Першокурсниця сама заявила капітану команди, що хоче грати. Університетській команді в той момент якраз була потрібна дівчина з комплекцією Ксюши для номеру.
Корнєва дебютувала в університетській команді «Змотуй вудки», яка трансформувалася у збірну «Мега». Кілька разів Ксенія переходила із жіночих колективів до чоловічих та навпаки. Вона виступала за жіночу команду «Бюст Леніна». Дівчата досягли успіху, потрапивши у фінальні ігри — з Центральної ліги до Першу ліга КВК. Потім з'явилася Новосибірська збірна «Серце Сибіру», де артистка стала єдиною жінкою серед чоловіків.
Телеглядачам Корнєва могла запам'ятатися за жіночою збірній «Раїси» (м. Іркутськ) в іграх Вищої ліги КВК.
До того, творча біографія Ксенії через пів року отримала новий виток. Колишній колезі подзвонив Антон Звездин, один з авторів єкатеринбурзських кавеенщиків, і запропонував утілити їй в номері «Уральських пельменів» образ бойової дівчини, чоловіка якої повинен був зіграти Андрій Рожков. Учасники попередньо подивилися відео з виступом Кореневий і вирішили, що вона їм підходить. Незабаром Ксенія вилетіла з Москви до Єкатеринбурга.
Після першого номеру «Уральські пельмені» запропонували артистці регулярне співробітництво. Як зізналася Ксенія, їй подобається стиль цієї команди, тому, не замислюючись, погодилася на пропозицію. Сценічне амплуа артистки — козир-баба, або дурна молодичка, що мініриться. Ксенію Корнєву образ не бентежить, тому що в КВК вона виступала в тому ж амплуа.
Ксенія пробувала писати пісні, але не вийшло, тому переспівує чужі. У виконанні гумористки є вдалі пародії на хіти Алли Пугачової. Актриса зраділа, почувши сміх Ігора Вєрника під час виконання пародії на пісню «примадонни російської естради». На сторінці Ксенії в інстаграмі з'явилося спільне фото з українсько-російським репером Джіганом. Шанувальники засипали її питаннями, чи не збираються вони заспівати дуетом. Артистка обіцяла подумати. Мрія Кореневий — знятися в художньому фільмі або серіалі. Актриса відвідує кастинги і впевнена, що мрія неодмінно здійсниться.

## Фільмографія
- 2020 - Корні — Ірина Корольова

## Проєкти
- «Змотуй вудки» (команда КВК НГУ)
- «Мега» (збірна КВК НГУ)
- «Бюст Леніна» (жіноча команда КВК Новосибірська)
- «Серце Сибіру» (збірна Новосибірська)
- «Раїси» (збірна Іркутська)
- Шоу «Уральські пельмені»

## Особисте життя
Особисте життя Ксенії поки не влаштоване, але дівчина вірить, що «зустріне відважного хлопця, готового терпіти і любити її такою, яка вона є».